# Boulogne Sur Mer
|  | No s'ha de confondre amb Boulogne-sur-Mer. |

Boulogne Sur Mer és una ciutat de l'Argentina situada a la província de Buenos Aires. Forma part del partido de San Isidro i, per extensió, del Gran Buenos Aires. Es troba 16 km al nord de la ciutat de Buenos Aires, la capital del país.
D'acord amb les dades del cens de 2001, Boulogne Sur Mer tenia 73.496 habitants. La ciutat rep el seu nom de Boulogne-sur-Mer, al nord de França, lloc on va morir José de San Martín el 1850.
La santa patrona de la ciutat és Rita de Càscia.